# Литературно-мемориальный музей Александра Грина (Феодосия)
Музе́й Алекса́ндра Гри́на — литературно-мемориальный музей Александра Грина в Феодосии. Расположен по адресу: улица Галерейная, 10.
Музей Грина — один из наиболее известных и посещаемых музеев города. Здесь открываются выставки, проходят творческие встречи с писателями, художниками, музыкантами.

## История
Музей открыт в доме, где с 1924 по 1929 год жил писатель (в этом доме Грин написал такие свои произведения, как «Бегущая по волнам», «Золотая цепь», «Дорога никуда», «Джесси и Моргиана» и множество рассказов). Инициатором создания музея и первым директором в 1970-1973 годах стал Геннадий Иванович Золотухин. Автор художественного проекта музея — Савва Григорьевич Бродский. Открытие музея состоялось 9 июля 1970 года (решение о создании музея было принято в 1966 году). Первые годы новый музей функционировал как отдел Феодосийского краеведческого музея. В 1978 году музей стал самостоятельным и получил название «Феодосийский литературно-мемориальный музей А. С. Грина».

## Экспозиция
Экспозиция музея воспроизводит детали быта и рабочего кабинета писателя и фантастический мир его литературных героев. У входа — якорь, дубовые двери, а вместо привычных музейных комнат — трюм фрегата, каюта капитана Грея, клиперная, ростральная, каюта странствий.
Над проектом музея работал московский художник-архитектор, заслуженный деятель искусств РСФСР С. Г. Бродский.
В большом выставочном зале развернута экспозиция «Грин и современность».
Боковую сторону дома украшает большое рельефное панно в романтическом стиле — «Бригантина».